# Варффюм
Варффюм (нід. Warffum) — село в нідерландській провінції Гронінген. Входить до муніципалітету Гет-Гогеланд.
Його площа — 30,78 км², а населення станом на 2021 рік становило 2180 осіб.
До 1990 року мало статус окремого муніципалітету.

## Галерея

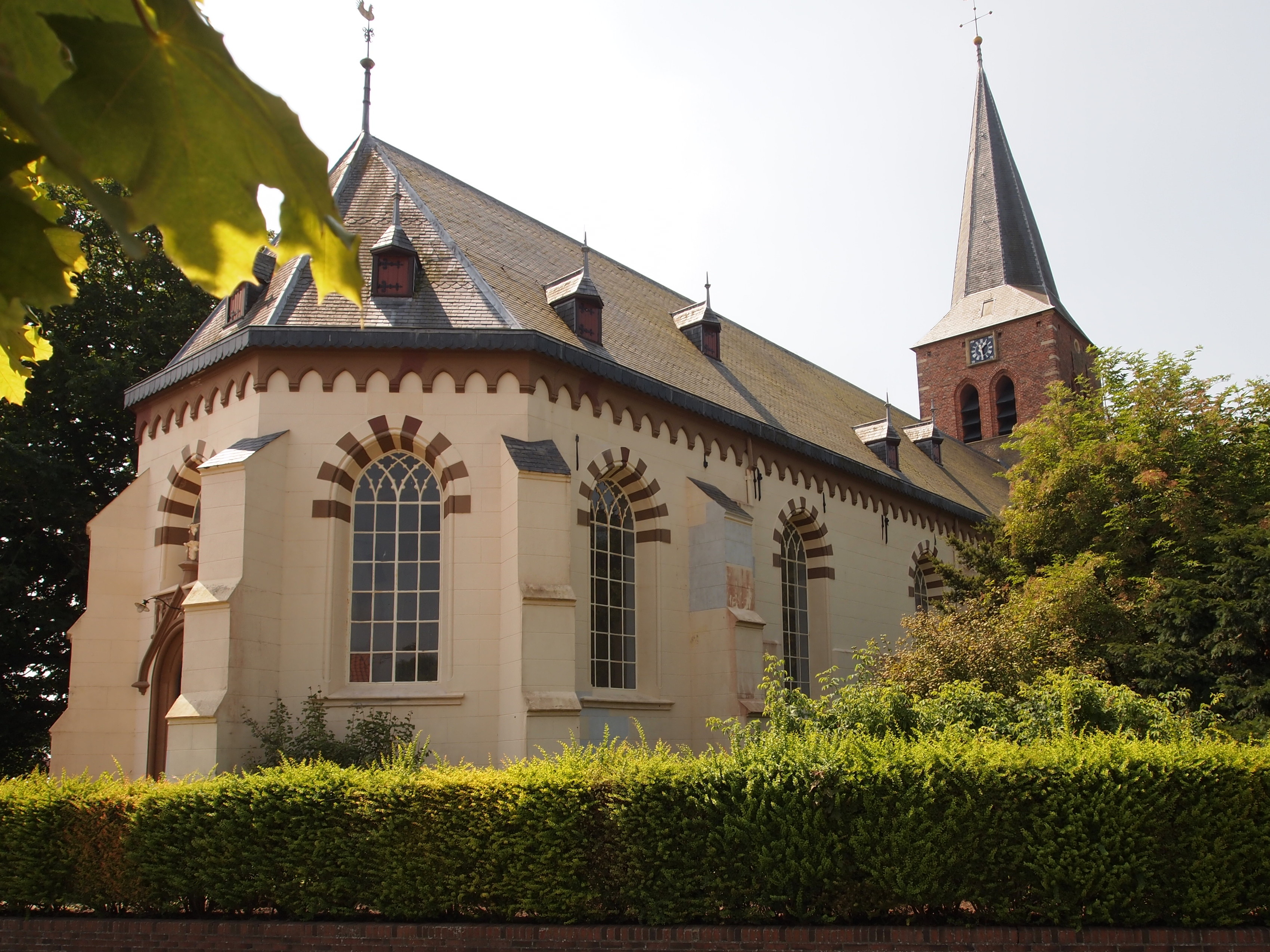
Реформістська церква
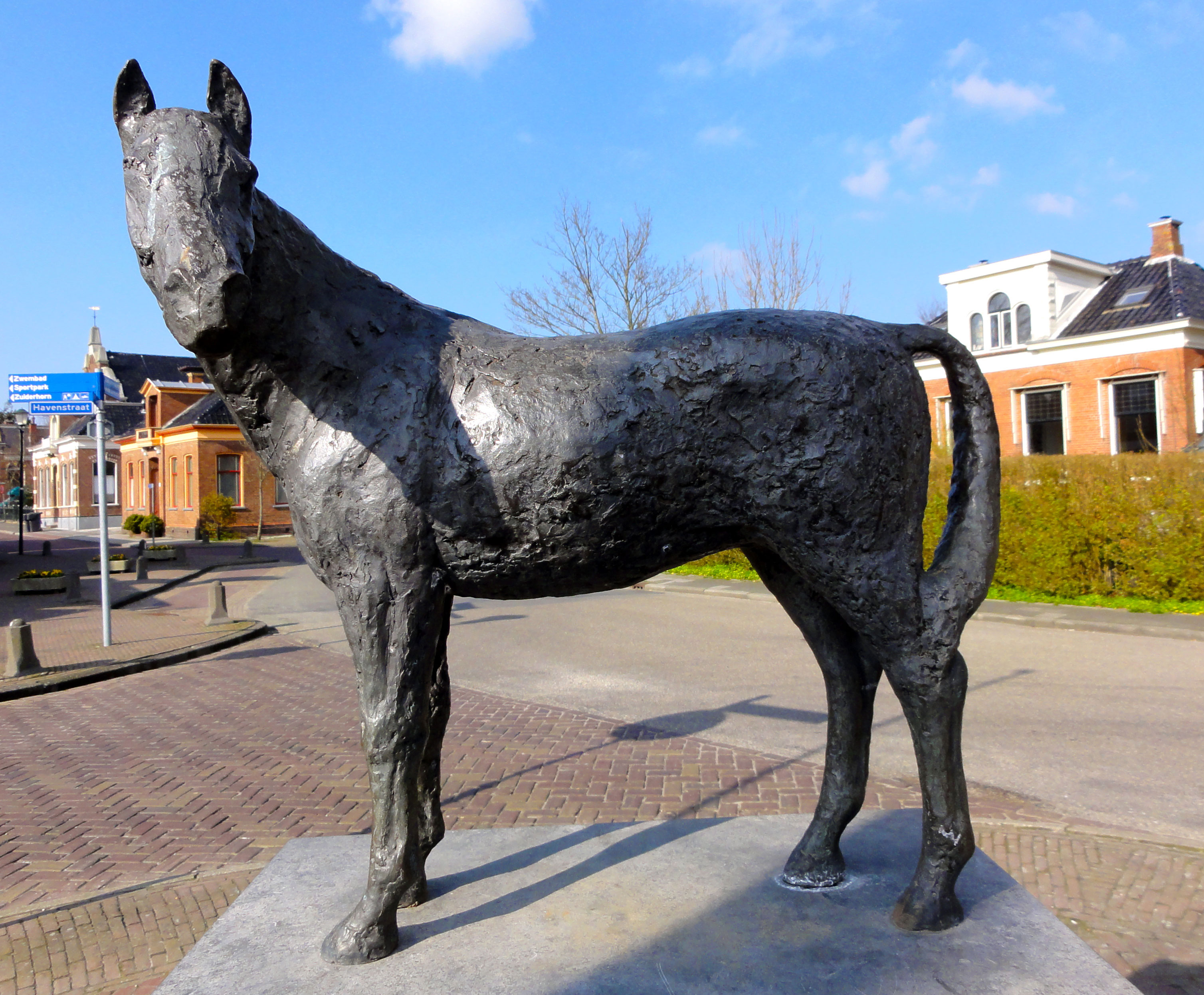
Статуя коня
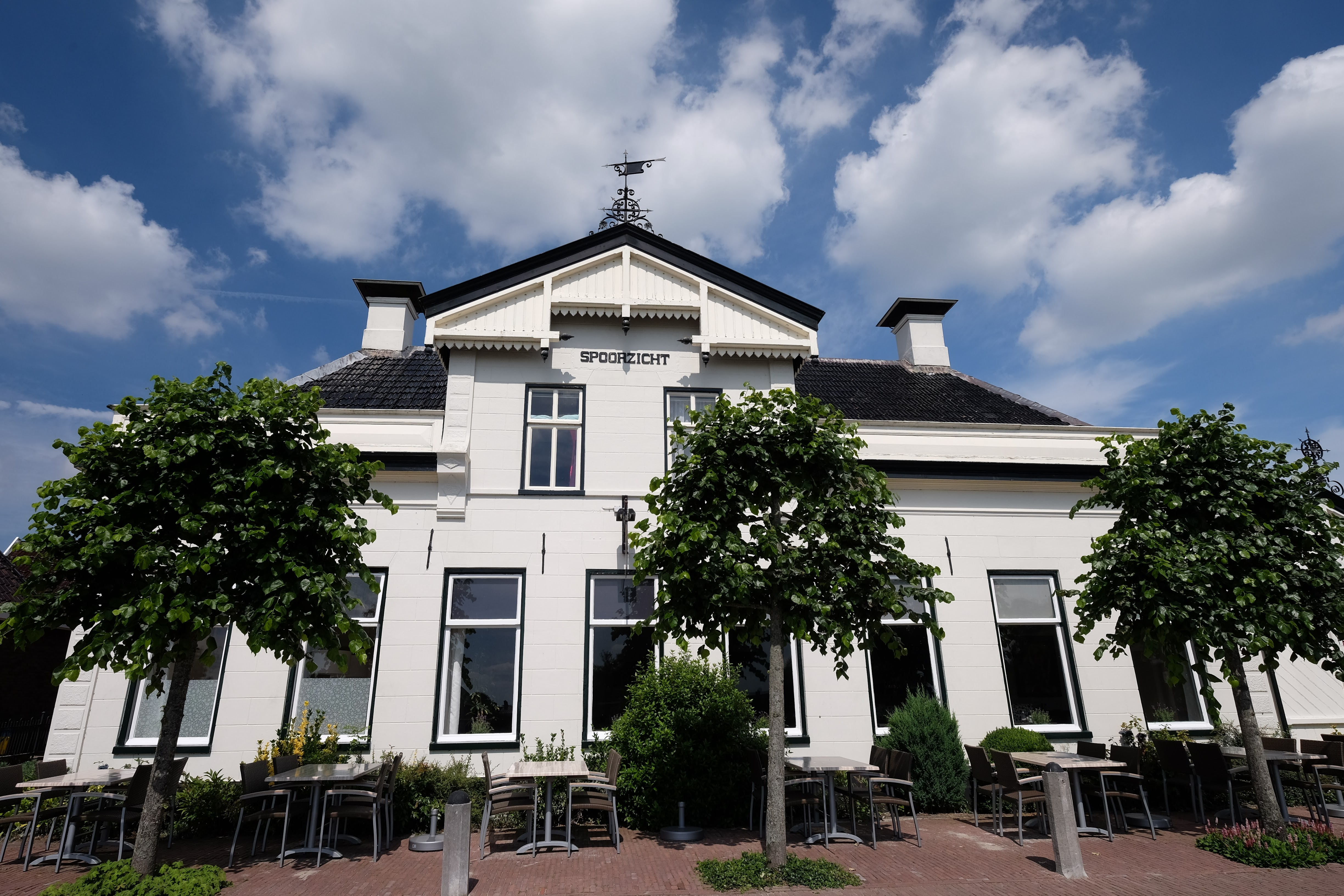
Кав'ярня Spoorzicht
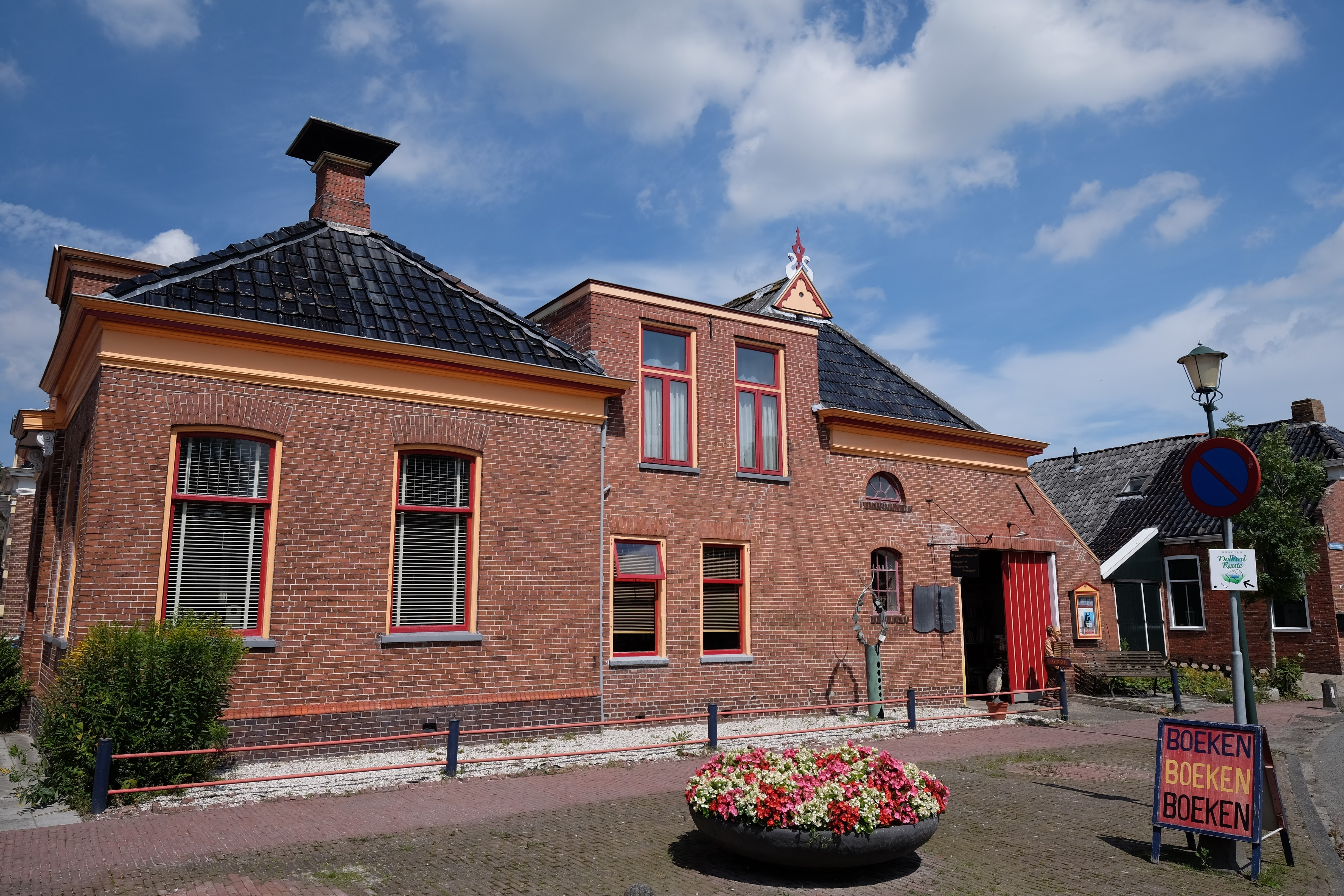
Сільська забудова